# Dactylopius coccus
Dactylopius coccus é um pequeno hemíptero do grupo das cochonilhas, originário do México, de 3 a 5 milímetros de comprimento corporal e coloração acastanhada ou amarela, que se alimenta parasitando a seiva de cactos. Como defesa contra a predação por outros insectos, produz ácido carmínico, que extraído de seu corpo e ovos é utilizado para fazer o corante alimentício conhecido por carmesim-cochonilha (ou simplesmente cochonilha).

## Biologia

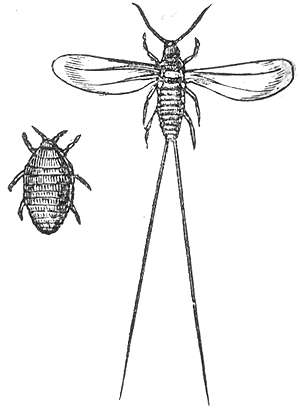
Cochonilhas fêmea (à esq.) e macho (à dir.)

Mede de 3 a 5 milímetros de comprimento, é geralmente marrom ou amarelo e se alimenta parasitando a seiva de cactos e plantas e da umidade ali presente. Dentro da classe dos insetos, as cochonilhas são classificadas na ordem Hemiptera, sendo parentes próximas das cigarrinhas, cigarras e dos pulgões. São conhecidas mais de 67 500 espécies de Hemiptera.
Para defender-se da predação por outros insetos, produz ácido carmínico, que extraído de seu corpo e ovos é utilizado para fazer o corante alimentício que leva seu nome.
No Brasil, a cochonilha é também uma praga de jardim, diminuindo consideravelmente a produção de hortas caseiras. A primeira evidência de que a planta está infestada é o aparecimento de bolinhas brancas que parecem ser de algodão nos caules, próximos às folhas. Elas sugam a planta, roubando sua seiva, alojando-se principalmente na parte inferior das folhas e dos brotos. As cochonilhas secretam uma substância pegajosa, que deixa as folhas com a aparência de que estão enceradas, e que facilita o ataque de fungos como o fungo fuliginoso. Costuma atrair também as formigas doceiras. Seu predador natural é a joaninha, assim como alguns tipos de vespas.
Algumas cochonilhas têm uma casca dura que impede a penetração de inseticidas. Neste caso, é preciso fazer uso de soluções à base de óleo mineral e sabão que, uma vez grudadas à carapaça, impedem que o inseto respire. As melhores alternativas são a emulsão de óleo mineral ou a calda de fumo. Caso o controle natural não produza os resultados esperados, a utilização de um inseticida organofosforado ou a reintrodução de predadores naturais pode ser efetiva no balanceamento dos números dessa espécie.

## O corante

### Usos
O ácido carmínico é um corante natural de cor vermelho-escura extraído na exploração dos corpos secos de cochonilhas fêmeas. O corante é utilizado em larga escala pela indústria cosmética e alimentícia na composição de biscoitos, geleias, sobremesas, sendo também utilizado em medicamentos e roupas, normalmente especificado como "Corante natural carmim de cochonilha", C.I. 75470 ou E120 nas composições dos produtos.

### História
O corante cochonilha é conhecido e utilizado desde a antiguidade clássica, tendo sido também utilizado pelas civilizações asteca e maia. A história relata que onze cidades conquistadas por Montezuma no século XV pagaram-lhe um tributo em forma de dois mil cobertores de algodão e quarenta sacos de corante cada uma. Durante o período colonial mexicano, a produção do corante cochonilha (conhecido por grana fina) cresceu rapidamente. Produzido quase exclusivamente em Oaxaca, por produtores indígenas, a cochonilha se tornou o segundo produto em valor exportado do México, superado apenas pela prata. O corante era consumido em larga escala na Europa e seu valor era tão alto no mercado industrial que seu preço chegou a ser negociado na Bolsa de Mercadorias de Londres e Amsterdam.
Após a Guerra da Independência do México, entre 1810–1821, o monopólio da produção de cochonilha chegou ao fim. Produções em larga escala começaram a ser feitas na Guatemala e nas Ilhas Canárias. Introduzido na ilha da Madeira no século XIX, através de uma planta chamada tabaibeira, cedo galgou terreno e tornou-se uma praga que no verão produz um saboroso fruto chamado tabaibo. A demanda por cochonilha diminuiu ainda mais quando surgiu no mercado, em 1869, a alizarina, derivada das raízes da garança (Rubia tinctorum), e durante o resto do século XIX com os corantes sintéticos. Isto representou um grande choque para a Espanha, já que diversas fábricas produtoras de corante cochonilha, com seu processo praticamente artesanal de cultivo do inseto, faliram por não conseguirem competir com a escala industrial dos corantes sintéticos, com seus preços em queda devido ao aumento na produção.
Devido à forte concorrência dos produtos industrializados, a produção deste corante praticamente parou durante o século XX e foi mantida apenas com o propósito de manter a tradição indígena mexicana.
Apenas nos últimos anos a cochonilha voltou a ser comercialmente viável, ainda que muitos consumidores não saibam que a expressão "corante natural" se refere à tinta derivada de um inseto, ou pelo menos ao vermelho-escuro deste.
Uma das razões que trouxeram o corante cochonilha de volta ao mercado é o fato de que ele não é tóxico ou cancerígeno como muitos outros corantes vermelhos artificiais. No entanto, há evidências de que uma pequena porcentagem de pessoas, quando exposta à cochonilha, pode ter uma reação de choque anafilático.

## Questões éticas
Organizações de defesa dos direitos dos animais e pessoas adeptas do veganismo criticam a prática de obtenção do corante a partir do inseto cochonilha. Tais grupos alegam que é antiético, cruel e fútil matar milhões de animais para tal finalidade — é necessário matar cerca de setenta mil insetos para se conseguir cerca de meio quilo de corante. Veganos frequentemente realizam campanhas para divulgar o processo de fabricação do corante carmim, além de promover o boicote aos produtos que o contêm.